# Bechet
Bechet là một thị xã thuộc hạt Dolj, România. Dân số thời điểm năm 2002 là 3869 người.